# Język pele-ata
Język pele-ata (a. peleata), także: uasilau, uasi (a. wasi, uase) − język izolowany z wyspy Nowa Brytania, należącej do Papui-Nowej Gwinei. Liczba użytkowników w 2007 roku wynosiła 2 tys. osób.
Pele i ata to nazwy dwóch jego dialektów. Jest powszechnie używany przez wszystkich członków społeczności. W użyciu są także języki tok pisin i angielski.
Opracowano jego słownik (1996). Jest nauczany w szkołach podstawowych. Zapisywany alfabetem łacińskim.